# Brymbo
Brymbo är en ort och community i Storbritannien.   Den ligger i kommunen Wrexham och riksdelen Wales, i den södra delen av landet, 260 km nordväst om huvudstaden London.  
Den östra delen av communityn med orten Brymbo utgör en del av tärorten (built-up area) Wrexham.